# Portrait de Laurent le magnifique
Le Portrait de Laurent le magnifique est un tableau de Giorgio Vasari, une peinture à l'huile sur bois réalisée vers 1534, conservée au musée des Offices.

## Historique
Réalisé vers 1534, commandité par son mécène Ottaviano de Médicis, le tableau est un portrait posthume du dirigeant de la république de Florence (mort en 1492), à la manière du portrait de Cosme l'Ancien du Pontormo.

## Description
Laurent de Médicis, portant tunique à col et manchons  d'hermine, est représenté assis, de profil, le regard lointain, le visage légèrement penché, lui conférant plus l'attitude du penseur, du philosophe  que du dirigeant politique.
Il est entouré par différents objets antiques portant des sentences en latin (dont celle sur le vase en haut à droite au-dessus du masque du Vice «virtutum omnium vas » signifiant « vase de toutes les vertus », celle sur le haut de colonne en bas à gauche dont la traduction est « Comme mes ancêtres l'ont fait pour moi, j'ai éclairé mes descendants par ma vertu ») dans un fond clair-obscur aux objets symboliques de couleur bronze (ciboire en haut à gauche recueillant la tête du bavard un goupillon dans la gorge, aiguière de la Vertu, masque  de la Musique une flute dans l'œil, la morve au nez, tête  du Philosophe décomposée sous le texte de la Vertu,  haut de colonne sur laquelle repose le bras de Laurent, surmontant la figure grotesque du Mensonge, toutes figures que Vasari lui-même commenta, dont la dernière par ces termes : « Et in detto pilastro vi sarà una testa di una Bugia, finta di marmo, che si morde la lingua, scoperta dalla mano del Magnifico Lorenzo ».

## Analyse
Il s'agit d'un portrait dit dédoublé : un portrait ressemblant, peint « au naturel », accompagné d'objets le rendant emblématique, une représentation, un objet complexe  à deux niveaux.